# Celina Mikolajczak
Celina Mikolajczak, är en amerikansk astronom.
Minor Planet Center listar henne under namnet C. Mikolajczak och som upptäckare av 4 asteroider.
Hon upptäckte även supernovan SN 1989N

## Asteroider upptäckta av Celina Mikolajczak
| 5256 Farquhar [A][B]                                           | 11 juli 1988    |
| 5280 Andrewbecker [B]                                          | 11 augusti 1988 |
| 1988 PU [B]                                                    | 10 augusti 1988 |
| 1988 PO [B]                                                    | 11 augusti 1988 |
| Upptäckt tillsammans med: A Eleanor F. Helin B Robert F. Coker |                 |